# 陸奥国骨寺村絵図

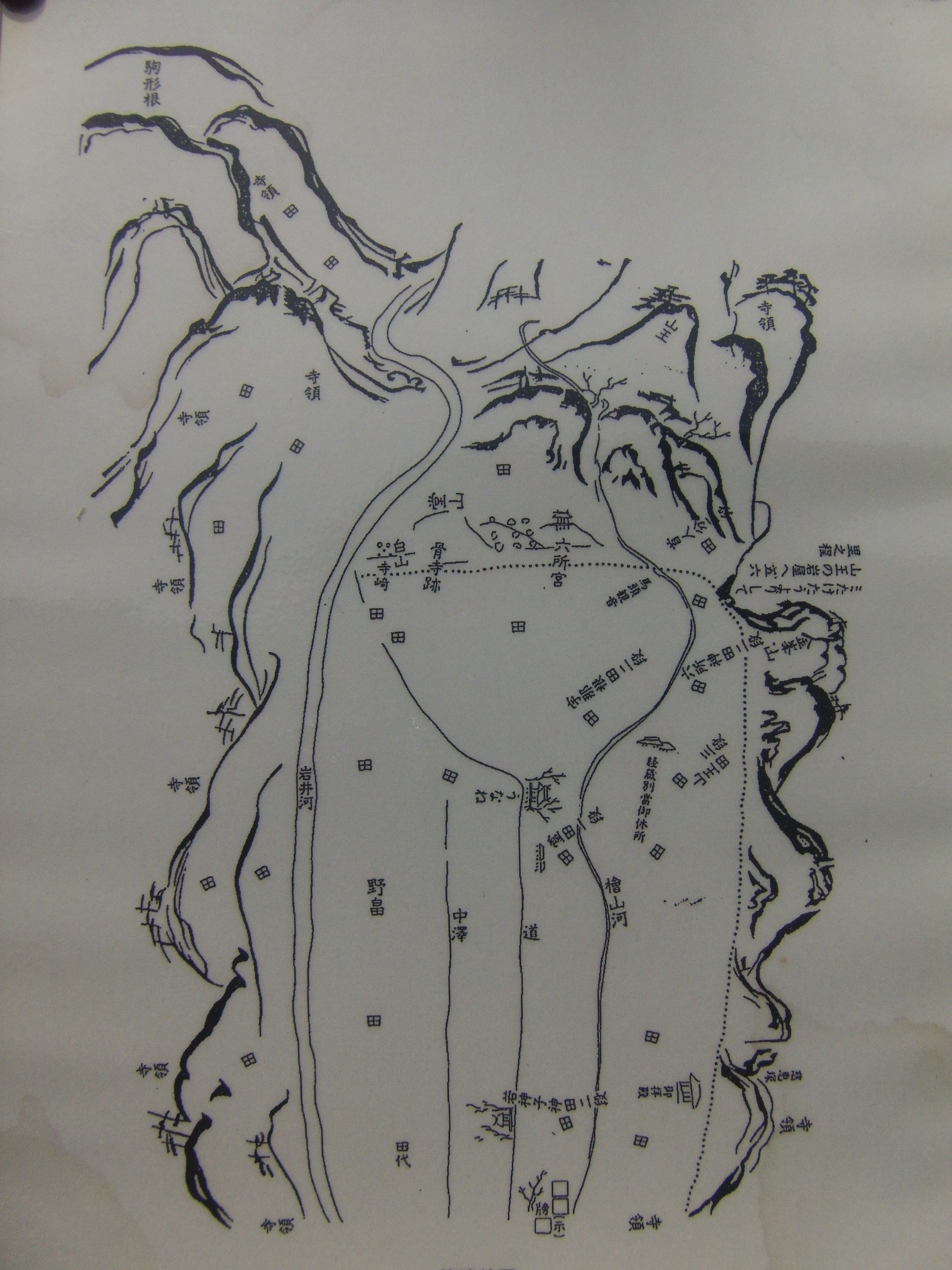
陸奥国骨寺村絵図

『陸奥国骨寺村絵図』（むつのくにほんでらむらえず）は、岩手県平泉町の関山中尊寺に現存する2葉の荘園絵図。｢骨寺村在家絵図｣と｢骨寺村差図｣からなり、国の重要文化財に指定されている。この2葉の絵図に描かれた景観が現存する地域として、一関市に所在する「骨寺村荘園遺跡」（ほねでらむらしょうえんいせき）を荘園遺跡として史跡に指定し、「一関本寺の農村景観」（いちのせきほんでらののうそんけいかん）を重要文化的景観に選定し、保存している。